# Trachylepis tavaratra
Trachylepis tavaratra là một loài thằn lằn trong họ Scincidae. Loài này được Ramanamanjato, Nussbaum & Raxworthy miêu tả khoa học đầu tiên năm 1999.